# Unia lubelska (obraz Jana Matejki)
Unia lubelska – obraz olejny namalowany przez Jana Matejkę w 1869.
Obraz jest jednym z dzieł malarskich Matejki tworzących cykl poświęcony historii Polski. Namalowany został dla upamiętnienia 300. rocznicy unii Polski i Litwy zawartej na sejmie walnym w Lublinie w 1569. W 1874 we Lwowie postanowiono zakupić Unię lubelską ze składek do gmachu Sejmu Krajowego.
Kompozycja skupia się na ceremonii zaprzysiężenia unii w renesansowym wnętrzu zamku w Lublinie. Unia Lubelska uchodzi za jedno z najlepszych dzieł Jana Matejki, w uznaniu wartości obrazu malarz odznaczony został w 1870 francuskim orderem Legii Honorowej. Po II wojnie światowej, zrabowany przez Niemców obraz odnaleziono we wsi Przesieka w Karkonoszach, wraz z dwoma innymi dziełami Matejki. Na pamiątkę tego wydarzenia, wieś przez krótki czas nazywała się Matejkowice.
Obraz jest własnością Muzeum Narodowego w Warszawie, a znajduje się w depozycie w Muzeum Narodowym w Lublinie na zamku w Lublinie.

## Postacie historyczne uwiecznione na obrazie
- Z krzyżem, będąc centralną postacią obrazu, stoi król Polski i wielki książę litewski Zygmunt II August.
- W racjonale uwieczniony został prymas Polski Jakub Uchański.
- Klęczy na klęczniku z ręką na Ewangelii, w drugiej trzyma dokument z tekstem aktu unii kasztelan krakowski Marcin Zborowski. W rzeczywistości nie żył od 4 lat, ale był gorącym orędownikiem ujednolicenia podstaw ustrojowych Polski i Litwy i stąd jego obecność na obrazie.
- Treść przysięgi odczytuje biskup krakowski Filip Padniewski stojący za prymasem.
- Z mieczem w ręce klęczy Mikołaj Radziwiłł zwany Rudym, jako jedyny litewski senator nie złożył podpisu pod dokumentem unii, a wyciągnięty miecz ma symbolizować wobec króla i unii wrogą postawę.
- Klęczy także Mikołaj Mielecki w zbroi z buławą hetmańską w prawej ręce. W rzeczywistości godność hetmana wielkiego koronnego otrzymał dopiero w 1578.
- Na lewo od króla na pierwszym planie zsuwa się z fotela biskup wileński Walerian Protasewicz. Ze względu na stan zdrowia i podeszły wiek nie był obecny w Lublinie. Podtrzymujący go Jan Łaski też nie był w Lublinie, bo zmarł w 1560.
- W czerwonych kardynalskich szatach na fotelu siedzi Stanisław Hozjusz, oparty o jego fotel stoi wojewoda poznański Łukasz III Górka; nie było go w Lublinie, ale Matejko umieścił go, aby symbolizował kolebkę państwa polskiego – Wielkopolskę.
- Z laską marszałkowską sportretowany został marszałek wielki koronny Jan Firlej.
- W głębi z ręką zgłaszającą się do odpowiedzi widać księcia pruskiego Albrechta Fryderyka Hohenzollerna.
- Po prawej stronie obrazu stoi siostra króla Anna Jagiellonka, nie było jej w Lublinie, ale umieszczenie jej postaci w koronie na głowie symbolizuje kontynuację dynastycznej polityki Jagiellonów. Malując Annę, Matejko wzorował się na zachowanym portrecie królowej w stroju koronacyjnym przechowywanym w katedrze wawelskiej.
- Ubrana na czarno brodata postać to Andrzej Frycz Modrzewski, autor dzieła O naprawie Rzeczypospolitej. Modrzewski na obrazie obejmuje postać chłopa, co symbolizuje głoszoną przezeń ideę zrównania w prawach chłopstwa z mieszczaństwem i szlachtą.
- Chorągiew z Archaniołem Michałem, godłem Rusi, trzyma w dłoni późniejszy kasztelan bracławski książę Michał Wiśniowiecki (zm. 1616). Symbolizuje ona ziemie, które w tym czasie przyłączył do Korony król Zygmunt II August. Książę dał początek wielkiej fortunie i potędze rodu Wiśniowieckich na wschodzie.
- Obok księcia stoi wojewoda bracławski (1566–1571), hetman polny litewski (1567–1571), książę Roman Sanguszko. Matejko chcąc nawiązać do późniejszych, siedemnastowiecznych sukcesów wojsk Rzeczypospolitej, których symbolem była husaria, odział Sanguszkę w zbroję i skrzydła husarskie.

1 – Zygmunt II August, 2 – Jakub Uchański, 3 – Łukasz Górka, 4 – Stanisław Hozjusz, 5 – Jan Firlej, 6 – Marcin Zborowski, 7 – Mikołaj Mielecki, 8 – Mikołaj Radziwiłł Rudy, 9 – Jan Hieronimowicz Chodkiewicz, 10 – Jan Łaski, 11 – Walerian Protasewicz, 12 – Jan Kostka, 13 – Andrzej Frycz Modrzewski, 14 – Konstanty Wasyl Ostrogski, 15 – Janusz Ostrogski, 16 – Ostafi Bohdanowicz Wołłowicz, 17 – Roman Sanguszko, 18 – Michał Wiśniowiecki, 19 – Stanisław Tarnowski, 20 – Marcin Kromer, 21 – Andrzej Tęczyński, 22 – Albrecht Fryderyk Hohenzollern, 23 – Tęczyńska, 24 – Beata Kościelecka, 25 – Anna Jagiellonka, 26 – Szydłowiecka, 27 – Herburtówna, 28 – Firlejowa, 29 – Filip Padniewski, 30 – Rafał Leszczyński, 31 – Sędziwój Czarnkowski, 32 – Jan Herburt, 33 – Walenty Dembiński, 34 – Piotr Myszkowski, 35 – Albert Łaski